# Michael Heise (Dirigent)

Michael Heise

Michael Heise (* 22. Juli 1940 in Berlin) ist ein deutscher Dirigent, Pianist, Musikwissenschaftler und Musikpädagoge.

## Leben
Michael Heise begann schon in früher Kindheit mit dem Klavierspiel. Zwischen 1953 und 1966 hatte er bereits häufige öffentliche Auftritte als jugendlicher Pianist in Berlin und Westdeutschland. Mit 14 Jahren erhielt er 1954 den Preis beim 1. Steinway-Klavier-Wettbewerb.
Nach dem Abitur an einem altsprachlich-humanistischen Gymnasium begann er 1958 in Berlin an der Freien Universität und der damaligen Staatlichen Hochschule für Musik Musikwissenschaft, Philosophie, Dirigieren und Klavier zu studieren. 1963 bestand er das Examen in den Hauptfächern Dirigieren und Klavier mit Auszeichnung. Im selben Jahr erhielt er sein erstes Engagement als Solorepetitor an der Deutschen Oper Berlin.
Von 1966 bis 1972 arbeitete Michael Heise als Dirigent in Mannheim und Braunschweig und gab dazu Klavierkonzerte. Nach seiner Rückkehr nach Berlin 1972 war er dort vorwiegend als Dirigent im Ballettbereich an der Deutschen Oper tätig. 
Ab 1976 führten ihn Gastspiele als Dirigent und Pianist in europäische Länder, in die USA, sowie des Öfteren in die Sowjetunion. Dort gab er z. B. Konzerte zusammen mit den Philharmonikern von Leningrad (jetzt Sankt Petersburger Philharmoniker), Tallinn und Vilnius. Er spielte unter anderem das Konzert für Klavier und Orchester in a-Moll op. 54 (1845) von Robert Schumann, in dem er sich als sein eigener Solist selbst begleitete.
Zusätzlich beschäftigt er sich ab 1983 intensiv mit dem Klavierwerk Johann Sebastian Bachs. 1996 spielte er das gesamte Wohltemperierte Klavier an drei Abenden im Konzertsaal der Hochschule für Musik.
Als Dirigent arbeitete er 1999 mit dem jungen Ausnahmepianisten Mark Ehrenfried (* 1991) zusammen, als er bei einem bejubelten Konzert von diesem im ausverkauften Berliner Meistersaal dirigierte. Die musikalisch brillante Ausdrucksfähigkeit des jungen Pianisten veranlasste Michael Heise, ihm ein weiteres Solo-Klavierkonzert in Fichtenwalde zu vermitteln.
Auf Heises Initiative hin wurde 1986 der Kulturverein Fichtenwalde e.V. im gleichnamigen Ort gegründet. Durch die bis 2003 jährlich stattfindenden Fichtenwalder Bachtage wurde der Verein über die Ortsgrenzen hinaus bekannt.  Mit der Auflösung des Vereins 2004 entfielen auch die ohnehin nur mäßig besuchten Konzerte der Bachtage.

## Schriften
- Meine Annäherung an Bach. Besprechung der Klavierzyklen. Heise, Berlin 2000.

## Diskografie
- Johann Sebastian Bach: Alle Soloklavierwerke, 22 CDs